# Tadeusz Ślusarski

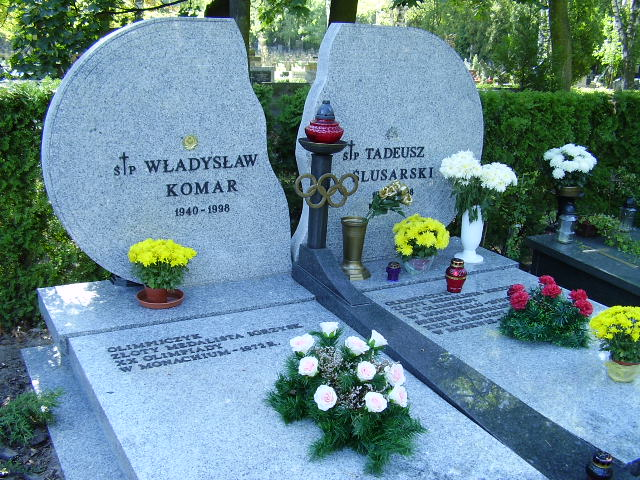
Graf van de Poolse olympische kampioenen Tadeusz Ślusarski en Władysław Komar die samen omkwamen in een auto-ongeval

Tadeusz Ślusarski (Żary, 19 mei 1950 - Ostromice, 17 augustus 1998) was een Pools atleet. Hij won olympisch goud in het polsstokhoogspringen.

## Biografie
Ślusarski werd tweermaal Europees kampioen indoor. Ślusarski nam driemaal deel aan de Olympische Spelen, in 1976 won hij olympisch goud, vier jaar later moest Ślusarski genoegen nemen met olympisch zilver.
Ślusarski overleed in 1998 tijdens een auto-ongeluk.

## Titels
- Europees kampioen indoor polsstokhoogspringen - 1974, 1978
- Olympisch kampioen polsstokhoogspringen - 1976

## Persoonlijke records
- polsstokhoogspringen 5,70 m (1973).

## Palmares

### Polsstokhoogspringen
- 1972: 11 (q) OS -
- 1974:  EKI  - 5,35 m
- 1974: 7e EK - 5,20 m
- 1976:  OS - 5,50 m
- 1978:  EKI  - 5,45 m
- 1980:  OS - 5,65 m
- 1982: 12e EK - 5,35 m
- 1983: 5e  EKI  - 5,50 m
- 1983: 4e WK 5,55 m

1896: Welles Hoyt ·
1900: Irving Baxter ·
1904: Charles Dvorak ·
1908: Edward Cook & Alfred Gilbert ·
1912: Harry Babcock ·
1920: Frank Foss ·
1924: Lee Barnes ·
1928: Sabin Carr ·
1932: Bill Miller ·
1936: Earle Meadows ·
1948: Guinn Smith ·
1952: Bob Richards ·
1956: Bob Richards ·
1960: Don Bragg ·
1964: Fred Hansen ·
1968: Bob Seagren ·
1972: Wolfgang Nordwig ·
1976: Tadeusz Ślusarski ·
1980: Władysław Kozakiewicz ·
1984: Pierre Quinon ·
1988: Serhij Boebka ·
1992: Maksim Tarasov ·
1996: Jean Galfione ·
2000: Nick Hysong ·
2004: Tim Mack ·
2008: Steven Hooker ·
2012: Renaud Lavillenie ·
2016: Thiago Braz da Silva ·
2020: Armand Duplantis ·
2024: Armand Duplantis